# Чемпионат мира по хоккею с шайбой среди молодёжных команд 1975
2-й неофициальный чемпионат мира по хоккею с шайбой среди молодёжных команд прошёл в городах Виннипег, Брандон (оба — Канада), Миннеаполис, Блумингтон и Фарго (все — США) с 27 декабря 1974 года по 5 января 1975 года. Звание чемпиона разыгрывали шесть сборных по круговой системе. Победу одержали хоккеисты сборной СССР, 2 место заняла сборная Канады. Бронзовые медали достались сборной Швеции.

## Составы сборных
СССР.

Вратари: Сергей Бабарико («Кристалл» С), Владимир Мышкин («Крылья Советов»).

Защитники: Александр Балдин («Спутник» Н.Т.), Зинэтула Билялетдинов («Динамо» М) (2 шайбы), Сергей Бабинов («Трактор»), Александр Иванов («Кристалл» С), Федор Канарейкин («Спартак»), Владимир Кучеренко («Спартак»), Василий Первухин («Дизелист»), Виталий Филиппов.

Нападающие: Сергей Абрамов («Металлург» Нк) (2), Борис Александров (ЦСКА) (2), Борис Барабанов (3), Валерий Брагин («Спартак»), Виктор Вахрушев («Крылья Советов») (2), Александр Зотов («Крылья Советов»), Сергей Лантратов («Металлург» Нк), Анатолий Степанов («Металлург» Нк), Дмитрий Федин («Спартак») (2), Виктор Хатулев («Динамо» Р) (6), Борис Чучин (4) (СКА), Сергей Шепелев (СКА Свердловск).

Тренеры: Юрий Морозов, Игорь Тузик.

## Итоговая таблица и результаты
| Место | Сборная      | Союз Советских Социалистических Республик | Канада | Швеция | Чехословакия | Финляндия | Соединённые Штаты Америки | И | В | Н | П | ШЗ | ШП | О  |
| ----- | ------------ | ----------------------------------------- | ------ | ------ | ------------ | --------- | ------------------------- | - | - | - | - | -- | -- | -- |
| 1.    | СССР         |                                           | 4:3    | 6:2    | 5:1          | 4:1       | 3:1                       | 5 | 5 | 0 | 0 | 22 | 8  | 10 |
| 2.    | Канада       | 3:4                                       |        | 10:2   | 3:0          | 2:1       | 9:3                       | 5 | 4 | 0 | 1 | 27 | 10 | 8  |
| 3.    | Швеция       | 2:6                                       | 2:10   |        | 2:2          | 5:3       | 7:3                       | 5 | 2 | 1 | 2 | 18 | 24 | 5  |
| 4.    | Чехословакия | 1:5                                       | 0:3    | 2:2    |              | 1:1       | 5:0                       | 5 | 1 | 2 | 2 | 9  | 11 | 4  |
| 5.    | Финляндия    | 1:4                                       | 1:2    | 3:5    | 1:1          |           | 4:2                       | 5 | 1 | 1 | 3 | 10 | 14 | 3  |
| 6.    | США          | 1:3                                       | 3:9    | 3:7    | 0:5          | 2:4       |                           | 5 | 0 | 0 | 5 | 9  | 28 | 0  |

## Рейтинг и статистика

### Лучшие бомбардиры
| М  | Игрок              | Страна       | Г | П | О |
| -- | ------------------ | ------------ | - | - | - |
| 1  | Борис Чучин        | СССР         | 4 | 4 | 8 |
| 1  | Даг Бредберг       | Швеция       | 4 | 4 | 8 |
| 3  | Дейл МакМаллен     | Канада       | 3 | 5 | 8 |
| 4  | Владимир Кучеренко | СССР         | 0 | 8 | 8 |
| 5  | Эмиль Мешарош      | Швеция       | 4 | 3 | 7 |
| 6  | Кент Оке Нильссон  | Швеция       | 4 | 2 | 6 |
| 6  | Брайан Тротье      | Канада       | 4 | 2 | 6 |
| 8  | Мэл Бриджмен       | Канада       | 4 | 1 | 5 |
| 8  | Виктор Хатулев     | СССР         | 4 | 1 | 5 |
| 10 | Марк Девидсон      | Канада       | 3 | 2 | 5 |
| 10 | Петер Штястны      | Чехословакия | 3 | 2 | 5 |
| 10 | Матти Гегмен       | Финляндия    | 3 | 2 | 5 |

### Награды
Лучшие игроки, выбранные дирекцией ИИХФ
- Вратарь:  Эд Станиовски
- Защитник:  Сергей Бабинов
- Нападающий:  Виктор Хатулев

Команда всех звезд, выбранная СМИ
- Вратарь:  Владимир Мышкин
- Защитники:  Ричард Лапойнт —  Владимир Кучеренко
- Нападающие:  Дейл МакМаллен —  Виктор Хатулев —  Борис Александров